# Xã Delhi, Quận Redwood, Minnesota
Xã Delhi (tiếng Anh: Delhi Township) là một xã thuộc quận Redwood, tiểu bang Minnesota, Hoa Kỳ. Năm 2010, dân số của xã này là 293 người.